# Hans Meyer (Mediziner, 1900)
Hans Meyer (* 19. Mai 1900 in Lindern, Kreis Geilenkirchen; † 26. September 1962 in Koblenz) war ein deutscher Mediziner und Ministerialbeamter.

## Werdegang
Meyer erhielt am 1. Dezember 1925 die Approbation. Ab 1933 (oder 1934) war er Leiter der Inneren Abteilung des Krankenhauses Evangelisches Stift St. Martin in Koblenz.
Von 1947 bis zum 31. März 1951 war er Leiter der Gesundheitsabteilung des Ministeriums für Gesundheit und Wohlfahrt, später des Ministeriums des Inneren, des Landes Rheinland-Pfalz. Am 1. April 1947 wurde er zum Ministerialrat ernannt unter Berufung in das Beamtenverhältnis als Ehrenbeamter. Er war vier Jahre lang Vorsitzender, dann Geschäftsführer in der Arbeitsgemeinschaft der Gesundheitsbeamten der Ministerien der Länder.
1947 wurde er zum Präsidenten der Ärztekammer Koblenz gewählt. Er war Vertreter der Deutschen Tuberkulosegesellschaft und Vorsitzender des Landesgesundheitsrates Rheinland-Pfalz.

## Ehrungen
Für seine Verdienste, die er sich in den ersten Jahren des Aufbaus des Gesundheitswesens im Land Rheinland-Pfalz nach dem Zweiten Weltkrieg, als er neben seiner Tätigkeit als Internist des evangelischen Krankenhauses in Koblenz gleichzeitig ehrenamtlich die Geschäfte der Gesundheitsabteilung führte, wurde er 1953 mit dem Verdienstkreuz (Steckkreuz) der Bundesrepublik Deutschland ausgezeichnet.

## Quelle
- Landeshauptarchiv Koblenz, Best. 860 Nr. 2540.

| Personendaten    | Personendaten                              |
| ---------------- | ------------------------------------------ |
| NAME             | Meyer, Hans                                |
| KURZBESCHREIBUNG | deutscher Mediziner und Ministerialbeamter |
| GEBURTSDATUM     | 19. Mai 1900                               |
| GEBURTSORT       | Lindern, Kreis Geilenkirchen               |
| STERBEDATUM      | 26. September 1962                         |
| STERBEORT        | Koblenz                                    |